# Micropholis suborbicularis
Espèce
Statut de conservation UICN

 NT  : Quasi menacé
Micropholis suborbicularis est une espèce de plantes à fleurs de la famille des Sapotaceae.

## Publication originale
- Memoirs of The New York Botanical Garden 23: 209. 1972.